# Zakonska zveza
Za katoliško poroko glej Cerkvena poroka
Zakonska zveza je življenjska skupnost dveh odraslih ljudi, urejena z zakonom. Zakonska zveza je navadno sklenjena med moškim in žensko, nekatere države pa priznavajo tudi istospolne zveze. Svečani obred ob sklenitvi zveze je poroka, obred, ki napoveduje poroko pa zaroka. V Sloveniji je zakonska zveza veljavna, če sta jo sklenili osebi različnih spolov in izrazili soglasje, da si jo želita. V sklopu poročnega obreda to soglasje potrdita pred pristojnim organom, na način, ki ga določa zakon. 
Ljudje stopajo v zakonsko zvezo iz različnih razlogov, med katerimi so najpogostejši socialni, čustveni, ekonomski, duhovni in religiozni.
Zakonska zveza je po slovenskem pravu zveza dveh državljanov, ki z medsebojnim spoštovanjem, oblikovanjem družinskim razmerij, vzajemno čustveno navezanostjo in združenim delom oblikujeta bolj učinkovito družbeno celico tako za potrošništvo kot za uveljavljanje v družbi. Po samem pravu je vse premoženje pridobljeno z delom med zakoncema šteje za skupno premoženje. Zakonca sta enakovredna, enakopravna in v marsičem družbenika. 

## Sklenitev zakonske zveze
Zakonska zveza se sklene s poroko, ki je pomenljiv družbeni obred z obiljem vzporednih tradicij. Tako obredje je konzervativno, arhaično in po mnenju mnogih tudi paternalistično. Feministična gibanja označujejo težave s tradicijami, prav takšne zaplete se vidijo tudi pri laičnosti države. Cerkev je bila v 18. stoletju močno ločena od države oziroma oblasti. Obredja odraslosti pa so še vedno izredno pomembna in marsikje ključna. Država tako označuje družinsko pravo, obredja, odgovornosti in pravice tako zakoncev, družinskih članov in otrok, posvojitev, rejništva in skrbništva, ureditev materinskih in očetovstva. Zakonska zveza je bila ustavna pravna pomoč pri urejanju družinskih razmerij, saj jasno določa odgovornosti za otroka ne glede ne morebitne zaplete med zakonskimi partnerji. Ugotavljanje očetovstva je bila posledica hudih pritiskov družbe na zaplete z nezakonskimi otroki. Pritiski so bili v slovenski družbi izjemni, število nezakonskih otrok v slovenskih mestah je bilo primerljivo zelo nizko, očete, ki ne skrbijo za nezakonske otroke, pa so ljudje praviloma javno grajali. Pomembna reforma družinskega prava se je zgodila z dokazovanjem očetovstva brez pomoči pravne fikcije glede tega, čigav je otrok in kdo mora skrbeti zanj. Dokazovanje očetovstva je zagotavljalo, da starš pod grožnjo zaporne kazni mora zagotavljati preživetje in oskrbo za svojega otroka. 
Laičnost države in znanstvene spremembe so dosegle velike spremembe pri ureditvi in socioloških razmislekih o družbi. Ena pomembnejših pomislekov glede teh sprememb se je dotikala tudi ritualizacije samih obredov. Zakonska zveza je ena pomembnejših praznovanj posameznika v njegovem življenju. Ob znatnem porastu razvez zakonskih zvez in pravnih zapletih, ki so se dotikale otrok v teh družinah, je glede same narave poročnega obredja družbeni konsenz postal drugačen. Prizadevanje za zakonsko zvezo za tudi drugačne skupine kot so heteroseksualni pari je postalo pomembno izhodišče za razmišljanje o sami naravi zakonske zveze. Četudi so gibanja v mnogih področjih razvrednotila predpisano obredje, je obredje po sami pomenljivosti ostalo nujno. Ob vedno bolj zapoznelem staranju nekaterih mladih je postalo pomankljivo obredje še dodaten znak, da nekdo ni ali ne more biti odrasel ali potrjen kot enakovreden. Zakonska zveza je eden zadnjih obredov, ki osebo potrdi za vredno biti oče ali mati.
Zakonska zveza ima tudi materialnopravne posledice, ki so v marsičemu definirane kot žaljive, nespoštljive do žensk. Tako dota kot drugi del obredja označuje žensko kot predmet kupa, poslovni posel, kjer jo oče preda njenemu možu v zameno za neko denarno vsoto, žena je tako sužnja možu. Po drugih tradicijah pa oče preda hčer možu in poleg hčere ponudi možu tudi neko premoženje (doto), ki je v spodbudo za pričetek skupnega življenja. Razlike so tudi glede tega, koliko stikov se pričakuje od poroke naprej z njeno prejšnjo družino. Strokovno gre za razlikovanje med kogentnim in agnatnim sorodstvom.
Zakonska zveza je tudi obveza medsebojne podpore. Če je zakonec nesposoben za delo, potrebuje nego in skrb, mu jo je njegov zakonec dolžan zagotavljati. Te in podobne odgovornosti zakonca imajo tako razumsko kot nerazumsko komponento, zato niso prave dolžnosti, a so postale zaradi zaščite neenakovrednega partnerja resna pravna pravica. Nezaposlena mati z otrokom ob razvezi lahko terja od partnerja tako preživetje za sebe kot za svojega otroka, za katerega skrbi, če ji ga je sodišče dodelilo. Sodna oblast prevzema poleg centrov za socialno delo veliko odgovornosti glede ureditve medsebojnih razmerij po razvezi.

## Politika, aktivizem, pravica do zakonske zveze
Od osemdesetih naprej laična družba prevzema velik del javnega diskurza v Evropi, kar se še posebej jasno vidi od rušenja berlinskega zidu. Pravica do izražanja, kreativnosti in libertarnosti zavzema velik del pogače razvoja postsocialističnih držav, ki se učijo tehnologij množičnih občil in pri tem pridobijo tudi dohodke, ki v obdobju državne televizije niso bili dostopni ljudem, sodelujočim v medijih. Ob sicer jasno izraženih etičnih polemikah glede novih tehnologij in konservativnih stališčih nekaterih družbenih inštitucij je bila uporaba novih tehnologij tudi politična izjava za liberalizem. Liberalizem je tako zagovarjal množico raznolikih zahodnih idej in tehnologij brez samorefleksije znotraj samih medijev, ki so bili za svoj liberalni pogled finančno podprti. Ena najbolj vizionarskih stališč glede teh težav je prišla s Skandinavskega polotoka, ki je tedaj legalizirala istospolne zakonske zveze. Prizadevanje skupnosti LGBT za strpnost, njeni dogodki za promocijo in zagovor so tako vedno bolj usmerjeni k družbenem priznanju njihove zrelosti, trdnosti in sprejemljivosti. Gibanje ima veliko podporo liberalne skupnosti, medtem ko je konservativni del javnosti zadržan do zakonskih sprememb v podporo aktivistom. Povezovanje velikega vala tehnoloških izboljšav z liberalnostjo političnih delovanj je doslej delovalo brez večjih težav v razvitih državah, reforme družinskega prava, ki ponujajo pravice istospolnim partnerjem, pa so bile izrednega pomena za LGBT skupnost. Politična in pravna težava teh reform je v tem, da rešujejo vprašanja manjšin, konservativna gibanja pa se pri tem zanašajo na predsodke in na politično anemijo. Politično te zaplete v Evropi rešuje sam ustroj Evropske unije, ki ob izredno liberalni zakonodaji Evropske unije dovoljuje izredno konservativne stranke na nivoju držav članic, razlike med ureditvam pa rešuje sodišče s kaznovanjem kršitev članic. Pretirana konservativnost članice je tako kaznovana v smislu oddaljevanja od tehnoloških inovacij zaradi šibkega podpiranja liberalnih idej, kaznovana pa je tudi s plačevanjem kršitev, ki so prehude, nesorazmerne in sodno nevzdržne.  

## Poroka in zdravje
Zakonska zveza kot tudi temu podobna razmerja dolgotrajne narave izkazujejo vpliv tudi na samo zdravje, še posebej poročenih moških. Takšni vplivi se vidijo tako pri rakavih obolenjih, srčnih kapeh in kirurških posegih.
Socialne vezi vnašajo občutek identitete, namena, pripada in podpore, kar pomaga tako pri premagovanju stresa kot okrevanju.
O prednostih istospolnih zvez ni bilo opravljenih nobenih raziskav.

## Razveza in izničenje zakonske zveze
Zakonska zveza se konča s smrtjo enega od zakoncev, sporazumno ali s tožbo.
Ob sporu sodišče odloči o pravicah in dolžnostih obeh zakoncev in uredi razmerja med staršema in otrokom in vsakim od staršev. Pri tem lahko sodeluje otrok z izjavo, sodišču pa lahko svetuje tako center za socialno delo kot otrokov zastopnik, če otrok izjavlja svoje mnenje preko njega. Ko se zakonska zveza zaključi, se razdeli tudi skupno premoženje zakoncev. V poligamnih skupnostih in konzervativnih monogamnih skupnostih je urejanje pred sodiščem lahko poenostavljeno. 

Z zakonsko urejeno razvezo se razmerje lahko lažje uredi na daljši rok. Izničenje zakonske zveze s pomočjo avtoritete države ali verske skupnosti olajša ponovno poroko in vrnitev v prejšnje stanje. Razveza zakonske zveze kot nekrivdna soglasna izjava zakoncev je prvič bila izvedena v Kaliforniji, ZDA v letu 1969. Od tedaj se razveze postale trend.